# Bencell
Benceller är de celler som endast förekommer i benvävnad. De tre celltyperna utgörs av osteoblaster, osteocyter samt osteoklaster. Normalt utgör cellerna endast några få procent av benvävnadens volym, men de har betydelsefulla funktioner för kroppens benmetabolism. Liksom övrig bindväv måste benet ständigt ombildas för att bibehålla sin hållfasthet. Om ombildning av skelettet uteblir, till exempel vid cirkulationsstörning, kommer benet till sist fraktureras på grund av utmattningsbrott.